# 蘇縣 (愛阿華州)
蘇縣（英語：Sioux County）是美國愛阿華州西北部的一個縣，西隔密蘇里河與南達科他州相望。面積1,991平方公里。根據美國2000年人口普查，共有人口31,589。縣治奥兰治城 (Orange City)。
成立於1851年1月15日。縣名紀念蘇族 (印第安人的一支)。